# Linia kolejowa Etgersleben – Förderstedt
Linia kolejowa Etgersleben – Förderstedt – jednotorowa, niezelektryfikowana linia kolei regionalnej, która położona była w dolinie Bode na obszarze Magdeburg Börde. Łączyła kopalnię węgla brunatnego w Unseburgu, Etgersleben (położone na trasie linii Staßfurt – Blumenberg) oraz Förderstedt (położone na linii Schönebeck – Güsten). Obecnie torowisko linii jest wyłączone z eksploatacji i częściowo rozebrane.

## Historia
15 listopada 1891 r. otwarto odcinek linii między Etgersleben i Unseburgiem, rok później uruchomiono wschodni odcinek między Unseburgiem i Förderstedt. 1 października 1893 r. linię otwarto dla przewozów pasażerskich. Trasa kolejowa była wówczas zarządzana przez przedsiębiorstwo Preußische Staatseisenbahnen, które obsługiwało zarówno przewóz pasażerów na linii, jak i towarów. Transportowano głównie węgiel brunatny, który był wydobywany w kopalni w Unseburgu. Wydobyty w Marbeschachcie węgiel przewożono wagonami towarowymi po torach tejże linii i dostarczano do fabryki brykietu. 5 lutego 1967 r. zlikwidowano ruch pasażerski na linii. 28 maja 1967 r. odcinek torów na wschód od Egeln Nord wyłączono z eksploatacji i w późniejszym czasie rozebrano; czynny pozostał jedynie odcinek o długości około 5 km na zachód od Förderstedt. Przewóz towarów między Etgersleben a Egeln Nord funkcjonował jeszcze do 22 maja 1993 r. Obecnie linia kolejowa jest wyłączona z ruchu na całej długości, a tory między Etgersleben a Unseburg zostały rozebrane.

## Przebieg
Linia Etgersleben – Förderstedt rozpoczynała swój bieg na dworcu w Etgersleben. Następnie od linii odchodziło odgałęzienie do Staßfurtu, a główne tory dochodziły do dworca Egeln Nord. Dalej linia kolejowa prowadziła do Wolmirsleben oraz Unseburgu. W Unseburgu tory linii opuszczały dolinę Bode i docierały do kopalni „Marie” oraz „Marbeschacht”. Linia kończyła swój bieg na dworcu kolejowym w Förderstedt, na którym posiadała swoje własne tory postojowe.